# 小綠人 (外星人)

想像中小綠人（左）與人類（右）的比較圖

小綠人（英語：Little green men，簡稱LGM）是西方人描述的一種可能存在的外星生物。根據描述，他們擁有人類的體型，但與人類不同的是，他們的皮膚是綠色的，而且身材比人類小，有的頭上還有觸角。因膚色是綠色的，被稱為“小綠人”。由於其體型較小，西方人有時候會將小綠人和古代神話中的小惡魔葛雷姆林（Gremlin）混為一談。
1887年在西班牙曾經有發現兩名小綠人的記載。
1955年8月21日，在美國肯塔基州克里斯蒂安縣的霍普金斯維爾，當地的兩位農民也聲稱目擊了小綠人，這就是“凱利-霍普金斯維爾遭遇”（Kelly–Hopkinsville encounter）。根據他們的描述，小綠人身高3至4英尺（1米），擁有像人一般的外形。當時美國媒體報導此事時，將他們所目擊的生物稱為“小綠人”。
小綠人對電影和文學創作有很多影響，也是作者靈感的來源。

## 圖像集

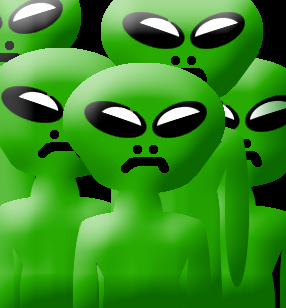
一群小綠人的畫像，使用Adobe Photoshop製作

## 外部連結
- Summary of folklore LGM research by Chris Aubeck （页面存档备份，存于）
- Summary of electronic LGM search of New York Times and Wall Street Journal by David Rudiak （页面存档备份，存于）